# 小学生の基礎英語
『小学生の基礎英語』（しょうがくせいのきそえいご）はNHKラジオ第2放送で、2021年4月から放送されている、小学生向けの英語語学講座番組である。
2020年度から、小学校高学年から英語学習が義務化（教科化）されたことを受けて、NHKラジオ第2・Eテレでは、小学生向けの英語学習の番組として『基礎英語0〜世界エイゴミッション〜』を2018年度から放送してきたが、2021年度からの語学番組の再々編で改題・リニューアルしたものである。
2023年8月、アイクぬわらが民放番組で共演した未成年者を自宅に連れ込んだことが発覚し、当番組の出演も見合わせている。
2023年12月現在、番組を新しく収録されているが不祥事以降アイクぬわらの出演はない。

## 放送日時
- 初回生放送:月・水・金曜 18:35-18:45
- 再放送:
  - 火・木曜 18:35-18:45（前日生放送分の再放送）
  - 土曜 6:00-6:30（以下はその週の月・水・金曜生放送分の再放送）
  - 土曜 14:10-14:40
  - 日曜 8:00-8:30
  - 日曜 21:00-21:30

## 講義内容
- 月・水曜日生放送分はNHK出版から発売されているテキストに掲載されている「マンガスキット」を基に、小学生が英語で言いたいことをキーフレーズとして取り上げる。
- 金曜日の生放送では、週ごとにテーマを変えて、リスナーの小学生から寄せられた質問に答える「電話相談」や英語にまつわるクイズなどを楽しむ。

## 出演者
- 講師:居村啓子（拓殖大学准教授）
- 進行・スキット出演者:サンシャイン池崎、花音

## 過去の出演者
- アイクぬわら（超新塾）（ - 2023年8月）

## テーマ
2021年度
- 4月：大好きな食べ物 ほか
- 5月：お気に入りの歌 ほか
- 6月：こわいもの ほか
- 7月：それ、いいね! ほか
- 8月：ねむいです ほか
- 9月：大ファンです ほか
- 10月：お願いがあります ほか
- 11月：どっちが好き? ほか
- 12月：おもてなし ほか
- 1月：夢 ほか
- 2月：電車のアナウンス ほか
- 3月：旅に出ます ほか

2022年度
- 4月：私はヘンリーです。
- 5月：これはとても楽しいです!
- 6月：私はスケッチが得意です。
- 7月：食べ物をありがとう。
- 8月：虫かごに何が入っていますか?
- 9月：月に行きたいです。
- 10月：頭が痛いです。
- 11月：この電車は新宿行きです。
- 12月：願いごとをしましたか?
- 1月：たこあげとトランプ、どっちが好きですか?
- 2月：豆を強く投げる必要はありません。
- 3月：よい時間を!

2023年度
- 4月：わたしは天才です。
- 5月：学校へ行こう。
- 6月：頭が痛いです。
- 7月：左に森が見えてきます。
- 8月：キッズメニューをください。
- 9月：月曜日に体育があります。
- 10月：1万「いいね」をありがとう。
- 11月：このことわざを知っていますか?
- 12月：クリスマスを楽しみましたか?
- 1月：まずは、さいせん箱にお金を入れます。
- 2月：いちばん大変な宿題です。
- 3月：またいつかどこかで会いましょう!

2024年度
- 4月：おはよう。
- 5月：こいのぼりを持っていますか?
- 6月：とってもおいしい。
- 7月：トンネルに行こう。
- 8月：わたしたちはビーチに行きました。
- 9月：月のウサギの存在を信じますか?
- 10月：わたしは幸せな気持ちです。
- 11月：からすぎます。
- 12月：クリスマスケーキをもっともらえますか?
- 1月：始める準備はいいですか?
- 2月：いいね。
- 3月：わたしは流れ星を見ました。

2025年度
- 4月：わたしの名前はおどろ木ワオです。